# Mai 2007 en Afrique

## 1ermai
- Sénégal : le président Abdoulaye Wade demande aux syndicats d’observer une période de trois ans sans mouvement de grève[1].

## 2 mai
- Comores : À Anjouan, des militaires restaient loyaux au président sortant de l'île Mohamed Bacar qui refuse de quitter son poste comme l'a décidé la cour constitutionnelle de 27 avril, ont attaqué et pris le contrôle de la représentation des autorités fédérales des Comores. Dans un communiqué, le gouvernement de l'Union des Comores "condamne fermement et énergiquement ce coup de force mené contre la légalité constitutionnelle". Les élections des présidents des îles de l'Union sont prévues les 10 et 24 juin 2007[2]. Mourad Taiati, représentant de l'Union africaine aux Comores, condamnant ce coup de force a déclaré le 3 mai qu'il était "inacceptable qu'Anjouan puisse utiliser des armes contre l'armée comorienne"[3].

## 3 mai
- Bénin : Mathurin Nago, député de la Force Cauris pour un Bénin Emergent (FCBE) et ancien ministre de l’Enseignement supérieur et de la Formation professionnelle, dans le gouvernement du président Yayi Boni, a été élu président de l'Assemblée nationale[4].

## 4 mai
- Burundi : Hussein Radjabu, ancien président du Conseil national pour la défense de la démocratie - Forces pour la défense de la démocratie (CNDD-FDD), parti au pouvoir depuis de 2005, a été arrêté et conduit à la prison centrale de Bujumbura. Accusé d'avoir voulu lancer une rébellion et distribué des armes à d'anciens soldats démobilisés, Hussein Radjabou qui avait été évincé de la tête du parti le 7 février, a vu son immunité parlementaire lever le 3 mai[5].

- Cameroun : Un Boeing 737 de la compagnie Kenya Airways faisant la liaison entre Abidjan et Nairobi via Douala et transportant 105 passagers et 9 membres d'équipage s'est écrasé après son décollage de l'aéroport de Douala à 23h07 GMT. Un très violent orage sévissait alors[6]. L'épave de l'avion n'a été retrouvé que le dimanche 6 mai à 18 heures (heure locale, 17 heures GMT) dans une région marécageuse à Dizangué, à une cinquantaine de kilomètres à peine à l'est de l'aéroport de Douala[7].

- Côte d'Ivoire : Le gouvernement ivoirien a nommé Charles Blé Goudé, leader du mouvement des « jeunes patriotes » proche de Laurent Gbagbo au rang d'ambassadeur de la réconciliation et de la paix pour ses « efforts en faveur du processus de sortie de crise »[8].

- Guinée : Pour la deuxième nuit consécutive, des militaires ont tiré pendant plusieurs heures à Conakry, Macenta, Kankan, Nzérékoré et Faranah pour exprimer leur mécontentement à la suite du non-paiement de leur solde. Un civil, gardien de nuit, a été tué à Nzérékoré[9].

## 6 mai
- Afrique du Sud : Helen Zille, maire du Cap, a été élue présidente du principal parti de l'opposition, l'Alliance démocratique (DA)[10].

- Burkina Faso : Aux élections législatives, le Congrès pour la démocratie et le progrès (CDP, parti du président Blaise Compaoré) est arrivée largement en tête, obtenant 73 sièges sur 111[11]

## 8 mai
- Soudan : Le secrétaire général des Nations unies, Ban Ki-moon, et le président de la Commission de l'Union africaine, Alpha Oumar Konaré, ont nommé le ministre des Affaires étrangères de la République du Congo, Rodolphe Adada, au poste de représentant spécial de l'ONU et de l'UA au Darfour. Il aura autorité sur la mission de maintien de la paix au Darfour et supervisera la mise en œuvre du mandat de la mission et sera responsable de sa gestion et de son fonctionnement[12]

## 9 mai
- Soudan, Chine, États-Unis : Tom Lantos, président démocrate de la commission des Affaires étrangères de la Chambre des représentants des États-Unis, a diffusé une lettre signée par 107 parlementaires américains dénonçant le soutien de la Chine à la politique génocidaire du Soudan au Darfour. Les parlementaires écrivent notamment qu'« À moins que la Chine ne joue son rôle pour faire en sorte que le gouvernement du Soudan accepte la voie la plus raisonnable et la meilleure pour la paix, l'histoire jugera que votre gouvernement a financé un génocide »[13].

## 10 mai
- Soudan, Chine : La Chine a annoncé la nomination de Liu Guijin comme représentant spécial pour l'Afrique. Il se consacrera principalement au conflit du Darfour. Cette nomination a été annoncée deux jours après la publication d'un rapport d'Amnesty International accusant la Chine d'avoir vendu des armes, des munitions et des équipements au Soudan pour plusieurs dizaines de millions de dollars, accusations jugées sans fondement par le gouvernement chinois[13].

- Seychelles : Les élections législatives se sont déroulées du 10 au 12 mai 2007 et ont été remportées par le parti au pouvoir, le Front progressiste populaire des Seychelles (FPPS).

## 11 mai
- Mali : Un gendarme a été tué lors d'une attaque perpétré à Tinzaouaten, dans l'extrême nord du pays, par des hommes armés.
- Guinée : Des soldats ont manifesté à Conakry et dans plusieurs autres villes du pays pour réclamer une revalorisation de leur solde et le renvoi de leurs supérieurs, tirant des coups de feu en l’air. Six personnes ont été tuées, victimes de balles perdues : une à Conakry, trois à Kindia et deux à Guéckédou[14].
- République démocratique du Congo : L’ancien Premier ministre Léon Kengo wa Dondo, a été élu président du bureau du Sénat par 55 voix sur 106 votants.

## 12 mai
- Guinée : Des centaines de militaires, rejoints par des civils, ont pillé des magasins de nourriture et des entrepôts de riz dans un quartier de Conakry. Sept personnes, toutes des civils, ont été blessées[15].

## 16 mai
- Côte d'Ivoire : dans un rapport, le secrétaire général des Nations unies, Ban Ki-moon, tout en félicitant les acteurs politiques pour l'accord de paix, souhaite le maintien de l'Opération des Nations unies en Côte d'Ivoire (ONUCI) et son renforcement dans l'ouest du pays[16].

- Somalie : Un attentat à la bombe téléguidée contre la Force africaine de paix en Somalie (Amisom) s’est produit à Mogadiscio, tuant quatre soldats ougandais et en blessant cinq autres[17].

## 17 mai
- Somalie : Le Premier ministre Ali Mohamed Gedi a échappé à un attentat, une mine posées sur le parcours de son convoi n'a pas explosé[18].

- Algérie : Les élections législatives se sont déroulées dans le calme malgré la menace du Al-Qaida au pays du Maghreb islamique (ex GSPC) contre les électeurs et l'attentat à la bombe qui avait frappé la veille Constantine faisant au moins un mort. Le Front de libération nationale (FLN), dirigé par le chef du gouvernement algérien Abdelaziz Belkhadem, est arrivé en tête avec 136 siéges sur 389, selon le bilan préliminaire annoncés par le ministre de l'Intérieur et des Collectivités locales Noureddine Yazid Zerhouni, devant le Rassemblement national démocratique (RND) et le Mouvement de la société pour la paix (MSP, islamiste modéré) respectivement 61 et 52 sièges[19].

## 20 mai
- Côte d’Ivoire : L’ancien président Henri Konan Bédié a annoncé dans un entretien à l’Afp qu’il serait candidat à la prochaine élection présidentielle, prévu au début 2008[20].

- Maroc : Driss Benzekri, militant pour les droits de l’homme, fondateur de l’association Forum Vérité et Justice (FVJ), est décédé à Rabat[21].

## 21 mai
- Panafricanisme : le président libyen Mouammar Kadhafi s'est prononcé pour l’intégration de l’Union du Maghreb arabe (UMA) et de la Communauté économique des États de l'Afrique de l'Ouest (CEDEAO) dans la Communauté des États sahélo-sahariens (CEN-SAD). Cette intégration serait un pas vers la création des États-Unis d’Afrique

## 22 mai
- Centrafrique : Luis Moreno-Ocampo, procureur de la Cour pénale internationale (CPI), a déclaré hier qu’en raison des viols « commis en des proportions telles qu'il est impossible de les ignorer au regard du droit international », une enquête sur des crimes sexuels commis en Centrafrique entre octobre 2002 et mars 2003[22].

- Somalie : Aden Abdullah Osman Daar, appelé Aden Adde, premier président somalien à l’indépendance en 1960, est décédé à Nairobi (Kenya)[23].

- Soudan, Union africaine : Alpha Oumar Konaré, président de la commission de l’Union africaine, en visite au Caire où il a rencontré le président égyptien Hosni Moubarak, a rejeté les propositions de sanction contre le Soudan préférant encore croire à la négociation. Il a ainsi déclaré qu’il était « étrange, c'est que certaines parties commencent à parler de sanctions alors qu'un accord est conclu avec le gouvernement soudanais »[24].

## 24 mai
- Sénégal : Le conseil des ministres a adopté un projet de loi instituant trois nouvelles régions : Sédhiou (Sud), Kaffrine (Centre) et Kédougou (Sud est), ainsi qu’un projet de décret portant création de la Communauté rurale de Dindefelo dans l’arrondissement de Bandafassi[25].

## 27 mai
- République démocratique du Congo : au moins 18 personnes ont été tuées à l'arme blanche au cours de massacres perpétrés dans deux villages proches de Kanyola, dans le Sud-Kivu. Selon les premiers éléments de l'enquête de la Mission des Nations unies en République démocratique du Congo (Monuc), ces massacres auraient été perpétrés par des rebelles hutus rwandais des Forces démocratiques de libération du Rwanda, bien que son président Ignace Murwanashyaka ait nié l'implication de son mouvement[26].

## 28 mai
- République démocratique du Congo : plusieurs députés des provinces du Sud-Kivu et du Nord-Kivu ont annoncé leur décision de suspendre leur participation aux travaux de l'assemblée « jusqu'à ce que des signaux clairs et forts dans le sens du rétablissement de la paix » soient donnés à l'endroit des « populations martyrisées ». Ces deux provinces connaissent depuis plusieurs mois des tensions et des épisodes de violences[27].

- Soudan, France : Le ministre français des Affaires étrangères, Bernard Kouchner, qui s'est entretenu avec son homologue chinois Yang Jiechi lors de la réunion du Forum Union européenne-Asie à Hambourg, a proposé la création d'un "corridor humanitaire" à partir du Tchad[28].

## 29 mai
- Nigeria : le nouveau président Umaru Yar'Adua, élu lors de l'élection présidentielle controversée du 21 avril 2007, a prêté serment sur le coran[29].

- Soudan, États-Unis : Le président George W. Bush a annoncé que les États-Unis mettaient en place des nouvelles sanctions contre le Soudan, accusant le président soudanais d'obstruction dans la recherche de la paix[30].

## 30 mai
- Mauritanie : Le Conseil constitutionnel a désigné Ahmed Ould Daddah, président du Rassemblement des forces démocratiques (RFD), chef de l’opposition en Mauritanie. Il a été candidat aux élections présidentielles de 1992, 2003 et 2007[31].

## 31 mai
- Niger : Les députés ont adopté, par 62 voix sur 113, une motion de censure contre le gouvernement dirigé par Hama Amadou. Cette motion, déposé par l'opposition, avait reçu le soutien de deux partis de la majorité, la Convention Convention démocratique et sociale (CDS) et le Rassemblement des démocrates[32].